# それいけ!アンパンマン ロボリィとぽかぽかプレゼント
『それいけ!アンパンマン ロボリィとぽかぽかプレゼント』は、2023年6月30日公開の日本のアニメ映画。『それいけ!アンパンマン』映画シリーズ通算第34作。

## 概要
『それいけ!アンパンマン』テレビアニメ・劇場版アニメ35周年記念、原作絵本『あんぱんまん』誕生50周年記念、日本テレビ開局70周年特別映画作品。
ロボットたちの住む星からやって来た女の子・ロボリィとアンパンマンたちの活躍を描いた作品。
光線や魔法等によっての強制変身や固められる展開が本作にはなく、代わりに物語の中盤で、アンパンマン、カレーパンマン、しょくぱんまんが赤ちゃん化されてしまい、ゲストキャラクターがお世話をする場面があった（劇場版での赤ちゃん化は『メロンパンナとあかちゃんまん』、『ヒヤヒヤヒヤリコとばぶ・ばぶばいきんまん』に続いて3度目となる）。
なお劇場版においては、長年音響効果を担当してきた糸川幸良が今作をもって降板。次回作の『ばいきんまんとえほんのルルン』からは橋本正明が担当する。
長年東京ムービーの元撮影部門である株式会社トムス・フォトが、2024年4月1日付で株式会社トゥーンアディショナルピクチャーズに社名を変更したため、本作は劇場版シリーズでトムス・フォトのスタッフと関わる最後の作品となった。長年現像及びラボを担当した東京現像所が、2024年3月1日、親会社の東宝株式会社に吸収合併され、法人格も消滅したため、本作は劇場版シリーズで東京現像所が現像及びラボを担当する最後の作品となった。

## あらすじ
どんな物でも作れるロボットたちが住む「ロボ彗星」。その中でも、ロボットの女の子・ロボリィは何をするにも常に一番だった。そんな彼女にもひとつだけ作れない「大切なもの」があることを知ったロボリィは、相棒の小鳥ロボット・コトと共に彗星を飛び出してしまう。
道中、素敵なオルゴールが入ったプレゼントを拾うロボリィは、落とし主を捜すためにアンパンマンワールドを訪れる。アンパンマンたちとの交流を通じて、ロボリィは初めて胸に「ぽかぽか」した気持ちを感じ取るようになり、それを不思議に思いながらも仲間たちと絆を深めていく。
その頃、ばいきんまんはロボ彗星を「バイキンロボ彗星」に変えようと悪巧みを企てていた。アンパンマンたちはロボ彗星を守るためにばいきんまんに立ち向かう。

## 登場キャラクター（キャスト）
詳細はアンパンマンの登場人物一覧を参照。

### レギュラーキャラクター
アンパンマン
声 - 戸田恵子
今回の主人公の一人。終盤では、顔が欠けた。
ばいきんまん
声 - 中尾隆聖
ロボキングに変装した。
カレーパンマン
声 - 柳沢三千代
今回の主人公の一人。劇場版でメインになるのは『ブルブルの宝探し大冒険!』以来となる。
しょくぱんまん
声 - 島本須美
今回の主人公の一人。劇場版でメインになるのは『人魚姫のなみだ』以来となる。
ジャムおじさん
声 - 山寺宏一、増岡弘（歌）
バタコさん
声 - 佐久間レイ
めいけんチーズ
声 - 山寺宏一
ドキンちゃん
声 - 冨永みーな
ロボクイーンに変装した。終盤ではしょくぱんまんにオルゴールを用意してくれたことを感謝された。また、しょくぱんまんが赤ちゃんスプレーによって赤ちゃんになってしまったことは最後まで知らなかった。
ホラーマン
声 - 矢尾一樹
終盤ではアンパンマンたちのトリプルパンチに巻き込まれ吹っ飛ばされた。
メロンパンナ
声 - かないみか
クリームパンダ
声 - 長沢美樹
カバ夫
声 - 山寺宏一
みみせんせい
声 - 滝沢ロコ
いわおとこ
声 - 屋良有作
『恐竜ノッシーの大冒険』以来、台詞がついた。
ストーンマン
声 - 深見梨加
『ハピーの大冒険』以来、台詞がついた。
あかちゃんアンパンマン
声 - 戸田恵子
ベビーしょくぱんまん
声 - 島本須美
ベビーカレーパンマン
声 - 柳沢三千代

### ゲストキャラクター
ロボリィ
声 - 桐谷美玲
ロボ彗星に住むロボットの女の子。何でも作れるロボットたちの中でも特に優秀だが、ある時彼女にも作ることができない大切なものがあると知って、コトと共に彗星を飛び出しアンパンマンワールドへやって来る。力がものすごく強く、だだんだんを片手で受け止めた挙句投げ飛ばすほど。終盤ではばいきんまんに騙され、大スターだだんだんの動力源にされるもアンパンマンによって解放される。その後、アンパンマンたちを救うために一度はオーバーヒートするもロボ彗星の人々やアンパンマンたちの温かい心によって復活を遂げる。
コト
声 - 平野綾
ロボリィの相棒である小鳥型のロボット。
ロボじい
声 - 斎藤司（トレンディエンジェル）
ロボ彗星に住むロボットの長老。
ロボ・カビルンルン
声 - たかし（トレンディエンジェル）
ばいきんまんに従う、かびるんるんの銀色のロボット。
ロボ彗星の人々

### その他の登場キャラクター
たこやきまん
声 - 岡本幸輔
『リズムでうたおう! アンパンマン夏まつり』以来、台詞がついた。
コーンくん　
ドーナツマン
りんごちゃん
わたあめじいさん
シドロ&モドロ
声 - ドリーミング
コキンちゃん
ロールパンナ
おこのみやきまん
ソフトクリームマン
やきそばパンマン
おむすびまん
らーめんてんし
鉄火のまきちゃん
フラッペちゃん
やきそばかすちゃん
アイスキャンディーマン
ハンバーガーキッド
ベビードーナツ
かつぶしまん
こむすびまん
りんごあめちゃん
ソーセージマン
バルーンアートさん
ちびぞうくん
ウサ子　
ピョン吉
ネコ美
クマ太
コン太
モン吉
ブタお
以上、オープニングの星祭りに登場。
やなせうさぎ
エンディングのみ登場。
てんどんまん
かつどんまん
かまめしどん
｢すすめ！アンパンマン号｣を歌っている声として登場。なお、本物は登場していない。
ヤギおじさん
声 - 屋良有作
だいこんやくしゃ
ゆでたまごちゃん
だいこん座長
しろかぶくん

## 用語
ロボ彗星
何でも作ることができるロボットたちが住む星。
巨大空中モニター（アナウンス）
声 - ラルフ鈴木（特別出演）
ばいきんまん達がバイキンUFOに乗って、ロボ彗星に迫ってくる危険を、｢未確認飛行物体接近！｣と力強い声でロボ彗星の住人たちに知らせる。
星祭り

### 乗り物と道具
ドキンUFO
アンパンマン号
宇宙船アンパンマン号
バイキン草
オルゴール

#### バイキンメカ
バイキンUFO
バイコング3号
だだんだん2号
本作では目の色が通常の作品と異なっている。
あかちゃんスプレー
ロボキング
声 - 中尾隆聖
ばいきんまんが変身した。ロボット。
ロボ・バイキンマン
声 - 岡本幸輔
バイキンロボ彗星
ばいきんまんがロボ彗星を侵略して作り変えた星。
大スターだだんだん
ばいきんまんがバイキンロボ彗星を丸ごと改造して作った歴代史上最も巨大なだだんだん。

## スタッフ
- 原作 - やなせたかし（フレーベル館刊）
- 制作 - 桑原勇蔵、桑原佳子、竹崎忠、吉川隆樹、越尾正子、鈴江秀樹、太田和弘
- プロデューサー - 岩崎和義、今井蘭泉、伊藤卓哉
- 脚本 - 米村正二
- 主題歌 - やなせたかし、三木たかし
- 音楽 - いずみたく、近藤浩章
- キャラクターデザイン・作画監督 - 前田実
- 美術監修 - 石垣努
- 美術監督 - 光元博行
- 色彩設計 - 原田幸子
- 撮影監督 - 竹花祐介
- 編集 - 小宅貴史
- 音響監督 - 山田知明
- 音楽監督 - 鈴木清司
- 音響効果 - 糸川幸良
- 文芸担当 - 上田菜保子
- アニメーションプロデューサー - 竹元将泰
- 監督 - 橋本敏一
- 作画監督補 - 星名靖男、和田佳純、赤城由高
- 原画 - 星名靖男、和田佳純、清水健一、川越淳、阿部司、山内貴美子、中村沙由貴、大久保修 他
- 配給 - 東京テアトル
- 制作 - アンパンマン制作委員会2023（日本テレビ放送網、バップ、フレーベル館、トムス・エンタテインメント、やなせスタジオ、日本テレビ音楽、東京テアトル）

## 楽曲
オープニング『アンパンマンのマーチ』
エンディング『勇気りんりん』
作詞：やなせたかし、作曲：三木たかし、編曲：大谷和夫、歌：ドリーミング
挿入歌
『勇気の花がひらくとき（'99バージョン）』
作詞：やなせたかし、作曲：いずみたく、編曲：チープ広石、歌：ドリーミング
『ドレミファアンパンマン』
作詞：やなせたかし、作曲：TSUKASA、編曲：TSUKASA&陶隼、歌：ドリーミング
『ぼくらはヒーロー』
作詞：やなせたかし、作曲・編曲：近藤浩章、歌：戸田恵子・島本須美・柳沢三千代
『すすめ！アンパンマン号』
作詞：やなせたかし、作曲：いずみたく、編曲：近藤浩章、歌：アンパンマンとなかまたち